# Liverpool Rain (album)
Liverpool rain is het vijfde studioalbum van de Nederlandse band Racoon. Als voorloper op het album werd in maart 2011 de single No Mercy uitgebracht, deze kwam op nummer 3 van de Nederlandse Single Top 100 terecht. Op 6 mei 2011 kwam het album uit en een week later op 14 mei kwam het album op nummer 2 binnen in de Nederlandse Album Top 100.
Op 12 april 2012 werd het album onderscheiden met een 3FM Award voor beste album. Racoon won op die avond ook awards voor beste single (No mercy) en beste artiest (pop).

## Hitnotering

### NederlandseAlbum Top 100
| Hitnotering: 14-05-2011 t/m 01-06-2013 | Hitnotering: 14-05-2011 t/m 01-06-2013 | Hitnotering: 14-05-2011 t/m 01-06-2013 | Hitnotering: 14-05-2011 t/m 01-06-2013 | Hitnotering: 14-05-2011 t/m 01-06-2013 | Hitnotering: 14-05-2011 t/m 01-06-2013 | Hitnotering: 14-05-2011 t/m 01-06-2013 | Hitnotering: 14-05-2011 t/m 01-06-2013 | Hitnotering: 14-05-2011 t/m 01-06-2013 | Hitnotering: 14-05-2011 t/m 01-06-2013 | Hitnotering: 14-05-2011 t/m 01-06-2013 | Hitnotering: 14-05-2011 t/m 01-06-2013 | Hitnotering: 14-05-2011 t/m 01-06-2013 | Hitnotering: 14-05-2011 t/m 01-06-2013 | Hitnotering: 14-05-2011 t/m 01-06-2013 | Hitnotering: 14-05-2011 t/m 01-06-2013 | Hitnotering: 14-05-2011 t/m 01-06-2013 | Hitnotering: 14-05-2011 t/m 01-06-2013 | Hitnotering: 14-05-2011 t/m 01-06-2013 | Hitnotering: 14-05-2011 t/m 01-06-2013 |
| Week:                                  | 1                                      | 2                                      | 3                                      | 4                                      | 5                                      | 6                                      | 7                                      | 8                                      | 9                                      | 10                                     | 11                                     | 12                                     | 13                                     | 14                                     | 15                                     | 16                                     | 17                                     | 18                                     | 19                                     |
| -------------------------------------- | -------------------------------------- | -------------------------------------- | -------------------------------------- | -------------------------------------- | -------------------------------------- | -------------------------------------- | -------------------------------------- | -------------------------------------- | -------------------------------------- | -------------------------------------- | -------------------------------------- | -------------------------------------- | -------------------------------------- | -------------------------------------- | -------------------------------------- | -------------------------------------- | -------------------------------------- | -------------------------------------- | -------------------------------------- |
| Positie:                               | 2                                      | 4                                      | 6                                      | 6                                      | 9                                      | 12                                     | 10                                     | 10                                     | 11                                     | 13                                     | 14                                     | 17                                     | 17                                     | 19                                     | 14                                     | 6                                      | 7                                      | 15                                     | 14                                     |
| Week:                                  | 20                                     | 21                                     | 22                                     | 23                                     | 24                                     | 25                                     | 26                                     | 27                                     | 28                                     | 29                                     | 30                                     | 31                                     | 32                                     | 33                                     | 34                                     | 35                                     | 36                                     | 37                                     | 38                                     |
| Positie:                               | 11                                     | 21                                     | 17                                     | 20                                     | 24                                     | 21                                     | 26                                     | 35                                     | 39                                     | 40                                     | 36                                     | 48                                     | 41                                     | 42                                     | 32                                     | 28                                     | 29                                     | 22                                     | 20                                     |
| Week:                                  | 39                                     | 40                                     | 41                                     | 42                                     | 43                                     | 44                                     | 45                                     | 46                                     | 47                                     | 48                                     | 49                                     | 50                                     | 51                                     | 52                                     | 53                                     | 54                                     | 55                                     | 56                                     | 57                                     |
| Positie:                               | 18                                     | 11                                     | 8                                      | 6                                      | 5                                      | 9                                      | 8                                      | 13                                     | 16                                     | 14                                     | 22                                     | 8                                      | 7                                      | 11                                     | 10                                     | 8                                      | 10                                     | 9                                      | 1                                      |
| Week:                                  | 58                                     | 59                                     | 60                                     | 61                                     | 62                                     | 63                                     | 64                                     | 65                                     | 66                                     | 67                                     | 68                                     | 69                                     | 70                                     | 71                                     | 72                                     | 73                                     | 74                                     | 75                                     | 76                                     |
| Positie:                               | 2                                      | 4                                      | 6                                      | 4                                      | 6                                      | 1                                      | 6                                      | 6                                      | 5                                      | 7                                      | 15                                     | 12                                     | 13                                     | 25                                     | 27                                     | 19                                     | 22                                     | 21                                     | 25                                     |
| Week:                                  | 77                                     | 78                                     | 79                                     | 80                                     | 81                                     | 82                                     | 83                                     | 84                                     | 85                                     | 86                                     | 87                                     | 88                                     | 89                                     | 90                                     | 91                                     | 92                                     | 93                                     | 94                                     | 95                                     |
| Positie:                               | 23                                     | 31                                     | 26                                     | 19                                     | 22                                     | 23                                     | 23                                     | 29                                     | 15                                     | 22                                     | 18                                     | 17                                     | 4                                      | 14                                     | 18                                     | 26                                     | 22                                     | 27                                     | 35                                     |
| Week:                                  | 96                                     | 97                                     | 98                                     | 99                                     | 100                                    | 101                                    | 102                                    | 103                                    | 104                                    | 105                                    | 106                                    | 107                                    | 108                                    |                                        |                                        |                                        |                                        |                                        |                                        |
| Positie:                               | 27                                     | 29                                     | 33                                     | 33                                     | 53                                     | 59                                     | 44                                     | 13                                     | 16                                     | 47                                     | 48                                     | 50                                     | 59                                     | uit                                    |                                        |                                        |                                        |                                        |                                        |

### VlaamseUltratop 200Albums
| Hitnotering: (Week 1 t/m 5) 09-06-2012 t/m 07-07-2012 Hitnotering: (Week 6) 28-07-2012 | Hitnotering: (Week 1 t/m 5) 09-06-2012 t/m 07-07-2012 Hitnotering: (Week 6) 28-07-2012 | Hitnotering: (Week 1 t/m 5) 09-06-2012 t/m 07-07-2012 Hitnotering: (Week 6) 28-07-2012 | Hitnotering: (Week 1 t/m 5) 09-06-2012 t/m 07-07-2012 Hitnotering: (Week 6) 28-07-2012 | Hitnotering: (Week 1 t/m 5) 09-06-2012 t/m 07-07-2012 Hitnotering: (Week 6) 28-07-2012 | Hitnotering: (Week 1 t/m 5) 09-06-2012 t/m 07-07-2012 Hitnotering: (Week 6) 28-07-2012 | Hitnotering: (Week 1 t/m 5) 09-06-2012 t/m 07-07-2012 Hitnotering: (Week 6) 28-07-2012 | Hitnotering: (Week 1 t/m 5) 09-06-2012 t/m 07-07-2012 Hitnotering: (Week 6) 28-07-2012 | Hitnotering: (Week 1 t/m 5) 09-06-2012 t/m 07-07-2012 Hitnotering: (Week 6) 28-07-2012 |
| Week:                                                                                  | 1                                                                                      | 2                                                                                      | 3                                                                                      | 4                                                                                      | 5                                                                                      |                                                                                        | 6                                                                                      |                                                                                        |
| -------------------------------------------------------------------------------------- | -------------------------------------------------------------------------------------- | -------------------------------------------------------------------------------------- | -------------------------------------------------------------------------------------- | -------------------------------------------------------------------------------------- | -------------------------------------------------------------------------------------- | -------------------------------------------------------------------------------------- | -------------------------------------------------------------------------------------- | -------------------------------------------------------------------------------------- |
| Positie:                                                                               | 168                                                                                    | 190                                                                                    | 190                                                                                    | 109                                                                                    | 122                                                                                    | uit                                                                                    | 176                                                                                    | uit                                                                                    |